# Прва руска бригада НОВЈ
Прва руска народноослободилачка бригада формирана је од држављана Совјетског Савеза на крају рата. За команданта бригаде именован је Анатолиј Игнатијевич Дјаченко, који је раније обављао функцију заменика команданта 18. словеначке бригаде.
Бригада је основана 5. маја 1945. у Шемпасу, близу Нове Горице, од 2. батаљона 18. словеначке бригаде 30. дивизије 9. корпуса ЈА. Формирање бригаде је извршено на бази 2. руског батаљона 18. словеначке ударне бригаде од држављана СССР-а који су били у саставу јединица 9. и 7. корпуса. Према информацијама Војноисторијског института у Београду, бригада је добила почасно звање ударна. Састојала се од четири (према другим изворима два) батаљона.
У састав бригаде ушли су и други борци, совјетски држављани, који су се налазили у јединицама 9. словеначког корпуса. Бригада је имала око 800 бораца, али није учествовала у борби. Историчар В.Н.Казак пише да је крајем јуна 1945. године, према попису особља, бригада имала 416 људи. Још око 90 људи је тада било у разним болницама, а у јуну је у Црвену армију послато око 60 људи. Од 448 совјетских држављана у бригади било је 190 Руса, 70 Казаха, 60 Украјинаца, 50 Азербејџанаца, 25 Узбека, 15 Белоруса, 10 Таџика, 10 Туркмена, 5 Киргиза, 5 Татара, 4 Јевреја и 4 Молдавца.
Одмах после формирања преко Љубљане упућена је у Совјетски Савез.
При крају рата постепено су се расформирале и остале јединице састављене од совјетских држављана које су биле у саставу НОВЈ и њихово људство упућено у Совјетски Савез.